# Manetto Donati
Ser Manetto Donati (Firenze, ... – Firenze, ...; fl. XIII-XIV secolo) esponente dei Donati, una delle più importanti famiglie guelfe fiorentine. Viene ricordato soprattutto per essere stato il suocero di Dante Alighieri.

## Biografia

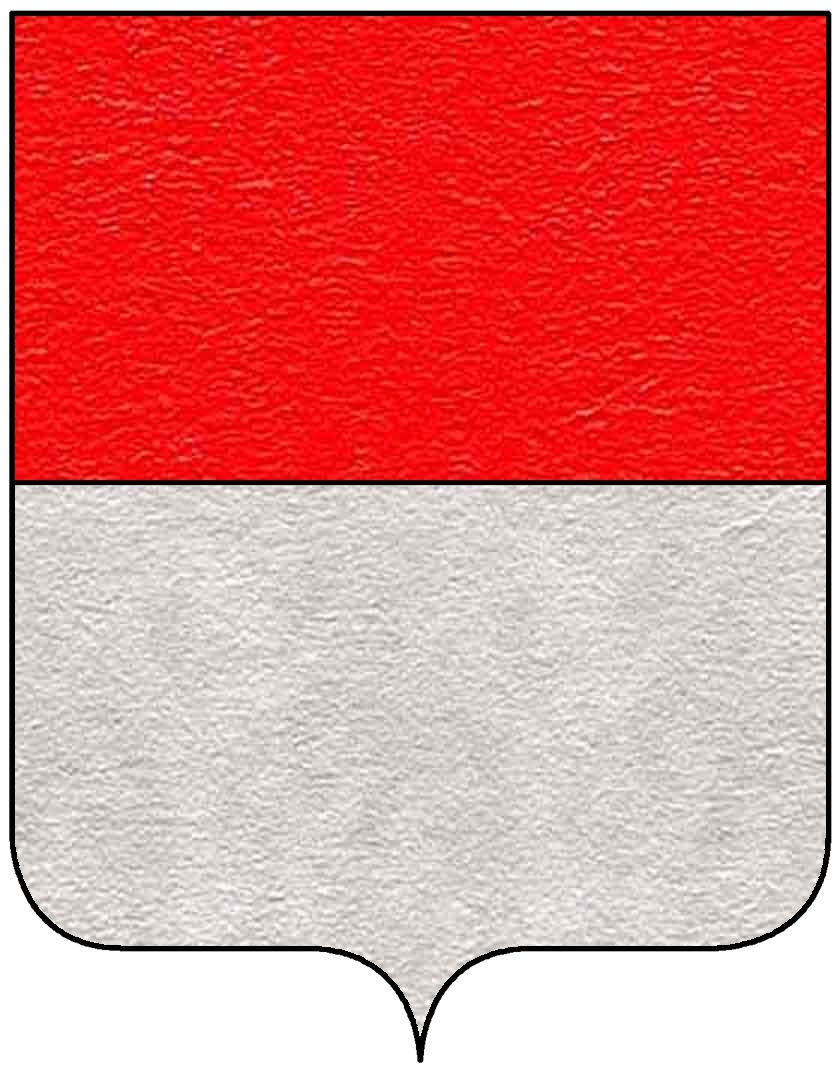
Stemma dei Donati

Di Manetto Donati, figlio di Donato di Ubertino e di una figlia di Bellincione Berti (ricordato poi nel Paradiso di Dante), si hanno le prime notizie a partire da un atto di procura del 1278, anche se si sa della sua esistenza già a partire dal 1277, anno in cui Alighiero di Bellincione, padre del ben più celebre Dante, stipulò il matrimonio tra suo figlio e la figlia dodicenne di Manetto, Gemma. Sposato con una tale Maria, morta nel 1315 e da cui ebbe 4 figli maschi (Teruccio, Niccolò, Neri e Forese) e almeno una figlia femmina, cioè Gemma. Importante uomo politico, negli anni '80 e '90 del XIII secolo Manetto ebbe vari incarichi da parte della Signoria. Nel 1280, fu tra i promotori della pace tra guelfi e ghibellini fiorentini, mentre nel 1290 fu nominato vicario della Lega di Valdisieve. Nominato nel 1303 podestà di Colle di Val d'Elsa, si prodigò nell'aiutare il genero Dante con vari sussidi in denaro sia quando era ancora a Firenze (si ricorda un prestito del 1297), sia durante la prima fase dell'esilio. Di Manetto ignoriamo sia la data di nascita, che quella della morte.